# شهرستان چینگشوی
شهرستان چینگشوی (به لاتین: Qingshui County) یک شهرستان‌های جمهوری خلق چین در چین است که در تیانشوی واقع شده‌است.